# Márcia Fernandes
Márcia Fernandes (São Paulo, 29 de abril de 1952), também conhecida como Márcia Sensitiva ou mais recentemente como Sense Márcia, é uma clarividente, sensitiva, numeróloga, médium, astróloga, mestre de reiki, apresentadora de televisão, palestrante e escritora brasileira conhecida por suas participações em programas de TV brasileiros desde a década de 1990 e em canais do YouTube desde os anos 2000. Desde 2002, Márcia apresenta o programa de rádio Algo Mais, na Rádio Vibe Mundial, que transmite para a Região Metropolitana de São Paulo, e é comentarista no programa de televisão Vou te Contar, da RedeTV! Seu canal no YouTube possui, em janeiro de 2023, cerca de 2,46 milhões de inscritos.

## Biografia
Nascida e criada em uma família humilde do bairro paulistano da Vila Romana, vivia em uma kitnet alugada, com os pais, as três irmãs e a avó paterna, uma imigrante espanhola, que ficou cega na velhice. Seu pai e sua avó eram médiuns kardecistas, e Márcia Fernandes alegou ter começado a ver espíritos aos cinco anos. Aos 12 anos, já havia completado seus estudos sobre O Evangelho segundo o Espiritismo, e aos quinze anos já incorporava o espírito de Bezerra de Menezes e dava consultas espirituais. Até hoje, Márcia considera Bezerra de Menezes como seu guia espiritual.
Também revelou ser devota de Nossa Senhora de Fátima, afirmando que ela e sua mãe correram risco de vida no parto. Seu pai saiu da maternidade e comprou uma imagem da santa, fazendo a promessa de que se elas sobrevivessem, ele levaria a imagem da santa em procissão, caminhando até Aparecida, no interior do estado de São Paulo, o que seu pai cumpriu até o fim da vida. Após o falecimento do pai, Márcia Fernandes ainda mantém guardada a imagem, e revelou acreditar que sua vida só existe porque seu pai a entregou em promessa à santa.
Contou não ter problemas em cobrar por suas consultas, pois percebeu que, após muitos anos trabalhando gratuitamente para a espiritualidade, percebeu que sim, poderia usar seu dom para se reerguer financeiramente e sair de tantas dificuldades. Além disto, Márcia apresenta quadros de perguntas e respostas, além de dicas espirituais e horóscopo na internet e na televisão, também dá palestras pelo Brasil e pelo mundo, além de escrever livros sobre dicas espirituais, simpatias, signos e esclarecimentos sobre a doutrina espírita.
Sua mãe faleceu em 2018 e a médium previu o falecimento dela quinze minutos antes, o que a deixou muito abalada. O mesmo aconteceu ao prever a morte de sua irmã em 2015.
Dentre as previsões que acertou, Márcia Fernandes previu a morte de Ricardo Boechat e o resultado da Copa do Mundo FIFA de 2014.

## Vida pessoal
Márcia foi casada duas vezes e teve dois filhos do primeiro casamento: Fábio, nascido em 1980, e Marcelo, nascido em 1982.
A sensitiva é oficialmente divorciada e vive em uma mansão em Alphaville, na cidade de Barueri, na Grande São Paulo.

## Filmografia

### Televisão
| Ano           | Título         | Emissora | Cargo              |
| ------------- | -------------- | -------- | ------------------ |
| 2000          | Programa Livre | SBT      | Convidada especial |
| 2010–2012     | Manhã Maior    | RedeTV!  | Convidada especial |
| 2011–presente | A Tarde É Sua  | RedeTV!  | Comentarista       |
| 2018–2020     | Tricotando     | RedeTV!  | Comentarista       |
| 2020-presente | Vou te Contar  | RedeTV!  | Comentarista       |

### Rádio
| Ano           | Título    | Emissora           | Cargo         |
| ------------- | --------- | ------------------ | ------------- |
| 2002–presente | Algo Mais | Rádio Vibe Mundial | Apresentadora |

### Entrevistas
| Ano  | Título                                        |
| ---- | --------------------------------------------- |
| 2016 | The Noite com Danilo Gentili (28 de dezembro) |
| 2019 | The Noite com Danilo Gentili (15 de abril)    |
| 2022 | The Noite com Danilo Gentili (18 de setembro) |

### Internet
| Ano           | Título           | Cargo         | Plataforma |
| ------------- | ---------------- | ------------- | ---------- |
| 2011-presente | Márcia Fernandes | Apresentadora | YouTube    |

## Livros
- Xô, Encosto![3][14]
- Salmos: Mantras para a felicidade[14]
- Anjos[14]
- Voa, cara! Voa[14]
- Magia Nossa de Cada Dia[14]